# Jean-Jacques Grand-Jouan
Pour les articles homonymes, voir Grandjouan.
Jean-Jacques Grand-Jouan (ou Jacques Grand-Jouan) est un acteur, réalisateur, producteur, scénariste et dialoguiste français, né le 5 octobre 1949 à Nantes et mort le 27 octobre 2020 à Paris,.

## Biographie
Né le 5 octobre 1949 à Nantes dans une famille bourgeoise, fils de Lucien Grandjouan (1907-1981) et de Marthe Courtes, Jacques Grand-Jouan quitte vite les bancs de l’école, ainsi que le pensionnat religieux. Rebelle et libertaire dès son plus jeune âge, il préfère une vie de bohème. Il admirait son aïeul Jules Grandjouan (1875-1968), dessinateur anarchiste de L'Assiette au beurre et amant d’Isadora Duncan (1877-1927), dont il se sentait proche. Il était aussi le frère de Lucien Grand-Jouan.
En 1968, il commence une carrière d’acteur au théâtre dans Service de nuit, une pièce anglaise de Muriel et Sydney Box, mise en scène par Jacques Mauclair (1919-2001) au Théâtre Gramont (Paris 2ème). Pierre Braunberger (1905-1990) produit, en 1971, son premier court-métrage, L’Autre.
En 1974, il est pensionnaire de l'Académie de France à Rome, il y est le premier cinéaste. Il s'y lie d'amitié avec le peintre Balthus.
De retour à Paris, il devient l’ami des cinéastes Pierre Prévert (1906-1988) et Jacques Tati (1907-1982), du dramaturge Eugène Ionesco (1909-1994), de l’écrivain Robert Pinget (1919-1997), de Pierre Étaix (1928-2016) ou de Roland Dubillard (1923-2011).
Un premier film, Solveig et le violon turc (1977), interprété par Josiane Balasko, Dominique Lavanant et Eugène Ionesco, donne le ton de son œuvre. Debout les crabes, la mer monte ! (1983), avec Véronique Genest, Martin Lamotte, Richard Bohringer et Jean-Pierre Sentier, bien que boudé par la critique, remporte un honnête succès public.
Puis il s'installe à Tinos, une île des Cyclades, pendant vingt-cinq ans. Puis un roman, Dieu est un voleur ! (éditions de l’Aire libre, 1992). Puis un scénario, qu’il peaufine avec de vieux complices, Bertrand Tavernier et Gérard Zingg, et qui aboutira à son ultime film, Lucifer et moi (2009), largement autobiographique, où Jean-François Balmer incarne son double et où Orson Welles disserte sur la fin du monde.
En octobre 2020, Il avait décidé de s’échapper de la maison de retraite d’où il ne pouvait plus sortir depuis le début de l’épidémie du Covid-19, afin de déposer, en mains propres, le scénario d’un futur film à l’avance sur recettes. Hélas, le drap qu’il avait noué à la fenêtre de sa chambre pour fuir a cédé, et il s’est tué en tombant sur la tête, du premier étage.

## Filmographie

### Acteur

#### Cinéma
- 1977 : Solveig et le violon turc (inédit  - interrompu après mixage)[5]
- 1983 : Un bruit qui court
- 1989 : Thank You Satan : Le professeur d'art dramatique

#### Télévision
- 1982 : Deuil en vingt-quatre heures
- 1982 : De bien étranges affaires : Le professeur Pretorio
- 1986 : Série noire : Le juge
- 1988 : Julien Fontanes, magistrat : Dantin
- 1988 : Les Lutteurs immobiles : Rodrigue
- 1993 : Navarro : Perrin
- 2005 : L'Empire du Tigre : fumeur d'opium

### Producteur
- 1979 : Rue du Pied de Grue

### Réalisateur
- 1970 : L'Autre (court métrage)
- 1971 : Défense de jouer (film resté inédit)
- 1977 : Solveig et le violon turc
- 1979 : Rue du Pied de Grue
- 1983 : Debout les crabes, la mer monte !
- 2009 : Lucifer et moi

### Scénariste
- 1979 : Rue du Pied de Grue
- 1983 : Debout les crabes, la mer monte !

## Théâtre
- 1968 : Service de nuit de Muriel Box et Sydney Box, mise en scène Jacques Mauclair, Théâtre Gramont.